# Ethan Erickson
Ethan Erickson, né Ethan Skip Erickson, est un acteur de télévision américain. Il est né le 5 août 1973 à Minneapolis, dans le Minnesota.
Il est surtout connu pour avoir interprété le rôle de Dane Sanders dans le film  Jawbreaker (1999) au côté de Rose McGowan.

## Filmographie

### Cinéma
- 1995 : Two Bits & Pepper : Petit-Ami
- 1998 : New Testament
- 1999 : Fear Runs Silent : Tim
- 1999 : Jawbreaker : Dane Sanders
- 2000 : The In Crowd : Tom
- 2004 : Pacte avec le Diable d'Allan A. Goldstein : Louis/Dorian
- 2007 : Leo : Reporter
- 2010 : Memories of Murder : Député Aaron Harding
- 2010 : John Dies At The End : Sergent Vance McElroy

### Télévision
- 1995 : Notre belle famille : Bobby
- 1996 - 1997 : Haine et Passion : Anthony James 'J' Chamberlain
- 1999 - 2000 : Buffy contre les vampires : Percy West
- 2002 : L'Île de l'étrange : William
- 2003 : Friends : Dirk
- 2006 : Falling in Love with the Girl Next Door : Shawn
- 2006 : Les Experts : Jake
- 2006 : Les Experts : Miami : Sergent Reynolds
- 2006 : Fashion House : John Cotter
- 2008 : Hôpital central : Docteur Patrick Drake
- 2008 : Starter Wife : Docteur Kassoy
- 2008 - 2009 : Les Experts : Manhattan : Brendon Walsh
- 2009 : Monk : David Gitelson
- 2009 - 2010 : Melrose Place : Nouvelle Génération : Marcello
- 2010 : Castle : Xander Foyle
- 2010 : The Closer : L.A. enquêtes prioritaires : Lou Wilson
- 2011 : Pour les yeux de Taylor (Accidentally in Love) : Eddie Avedon
- 2011 : Blackout
- 2012 : J'ai épousé une star (I Married Who?) : Matt Swift
- 2013 : Noël au bout des doigts (Santa Switch): Dan Ryebeck
- 2014 : Anger Management (Série télé) : Quinn
- 2015 : Stalked par mon voisin : Ted Wilcox